# Hit (Internet)
Ein Hit ist eine Anfrage an einen Webserver für eine Datei (z. B. eine Webseite, ein Bild, ein JavaScript oder ein Cascading Style Sheet). Es kann viele Hits pro Seitenansicht geben, da eine HTML-Seite mehrere Dateien, z. B. Bilder, enthalten kann.